# 世義寺
世義寺（せぎでら）は三重県伊勢市岡本2丁目に位置する真言宗醍醐派の仏教寺院である。山号は教王山（きょうおうざん）。詳しくは教王山 神宮寺 宝金剛院と称する。毎年7月7日の七夕の柴燈大護摩（さいとうおおごま、通称「ごまさん」）と、子どもの命名の祈祷で知られる。

## 概要
聖武天皇の勅願により奈良時代の天平年間に行基が東大寺大仏鋳造のころに伊勢神宮外宮宮域の南方の継橋郷前山（つきはしのごう・さきのやま、現在の伊勢市前山町）亀谷郷に建立されたと伝えられるが、記録には残っていない。鎌倉時代の建長年間(1249-1255年)、圓海律師により外宮宮域の西方の山田の坂之世古へ再興され、境内に智證院と称する大神宮法楽舎が設けられたという。
寛文10年（1671年）に山田で大火事が起き（山田大火）、山田町内の227か寺が被災した。この火災から当寺は免れたものの、外宮宮域に近すぎるとして山田奉行所が金子900両を給付し移転を命じたため、現在地である瀧浪山へと移転した。このとき、ほかにも多くの寺院が移転を命じられている。
天保6年（1835年）、本堂の裏山に弘法大師の石像を設置し、四国遍路を模した八十八箇所巡拝として宣伝したところ参拝者が増加したという。外宮の近辺でのこの宗教的風俗に対し、天保7年3月7日に外宮と内宮（皇大神宮）は山田奉行所へ停止を訴えた。山田奉行所は石仏を本堂の周囲へ移すように命じた。巡拝が廃れたため世義寺は衰退を余儀なくされた。本来は護摩堂であった威徳院に本尊を移し、無本寺から醍醐三宝院を本山と改め、教王山世義寺と称するようになった。威徳院は元々は大峰山修験道の先達寺院で、毎年6月7日に内宮・外宮両宮の法楽や五穀豊穣などの祈祷を行なっており、南北朝時代に北畠親房から飯高郡鎌田村（現在の松阪市鎌田）50石などの寄進を受けるなど、世義寺では最も勢力があった。
最盛期には塔頭19か寺を有する威容を誇った世義寺であったが、明治維新後の廃仏毀釈で威徳院を残すのみにまで衰退する。1915年（大正4年）に聖天堂を設けるなどの整備が行われ、一応の復興をとげた。
参道に多くの屋台が並ぶ毎年7月7日の七夕に行なわれる柴燈大護摩は、ごまさんと呼ばれ伊勢市内の祭りとしては特に著名で、千葉県の成田山、静岡県の秋葉山と並ぶ日本三大護摩の1つであるという。以前は大護摩で火渡りが行われたが、一般人には危険であるとして20世紀末に廃止された。護摩札による祈願成就と護摩木の授与が行なわれ、護摩木は農地の虫除けや家屋の魔除けになるという。

## 文化財

### 重要文化財（国指定）
考古資料
- 陶経筒（大正2年4月14日指定） - 前山から出土したと伝えられる、平安時代後期の治承2年（1178年）の埋経に使用された陶製の経筒。渥美半島での焼成と推測される。

### 三重県指定有形文化財
彫刻
- 木造愛染明王坐像（昭和33年1月20日指定） - ヒノキ材一木造の愛染明王の坐像、鎌倉時代。

### 伊勢市指定有形文化財
彫刻
- 木造十一面観音立像（昭和33年12月22日指定） - 平安時代。
- 木造薬師如来坐像（昭和48年12月5日指定） - 平安時代。

## アクセス
- 近畿日本鉄道（山田線・鳥羽線）宇治山田駅より約800m。
- 三重交通岡本町停留所から約500m。
- 伊勢神宮外宮表参道口から約1km。

参宮街道を南へ曲がり、世義寺橋で勢田川を渡り、坂道を少し登ると左側が世義寺。